# Gretna (Nebraska)
Gretna é uma cidade localizada no estado americano de Nebraska, no Condado de Sarpy.

## Demografia
Segundo o Censo dos Estados Unidos de 2010, a sua população era de 4441 habitantes.
Em 2006, fora estimada uma população de 5970, um aumento de 3615 (153.5%) face a 2000.

## Geografia
De acordo com o United States Census Bureau, a localidade tem uma área de 3,1 km², sem área coberta por água. Gretna localiza-se a aproximadamente 387 m acima do nível do mar.

## Localidades na vizinhança
O diagrama seguinte representa as localidades num raio de 16 km ao redor de Gretna.